# Aim and Ignite
Aim and Ignite —en español: Apunta y Enciende— es el álbum debut de la banda de rock e indie pop Fun. Fue grabado en Applehead Studios y se lanzó el 25 de agosto de 2009, a través del sello Nettwerk. Dos de los bonus tracks son versiones reimaginadas de canciones en el CD, y dos remixes. El título del álbum proviene de una línea de las letras en la pista «Light a Roman Candle With Me».

## Recepción y críticas
Tras su lanzamiento, Aim and Ignite recibió críticas positivas. Drew Beringer de AbsolutePunk.net elogió el álbum, y dijo que es como un «álbum de pop debe sonar» y «el álbum pop más importante de 2009». Allmusic llamó al álbum "progresivo, pero de la mejor manera posible" y admirado de las letras de Ruess para "investigar las verdades más grandes de la vida... con un enfoque ingenioso que mantiene las canciones que burbujean alegremente junto con una nota positiva". Desde este álbum, se denotaban influenciales de Queen, el cual continua en su segundo álbum, Some Nights. Dave de Sylvia de Sputnikmusic escribió: "Aim y Ignite" no es el álbum pop más consistente en todo", pero en última instancia, elogiaron el álbum como "una magnífica mezcla y se organizan álbum hecho por músicos que entienden claramente los límites y el potencial de la música pop". Estella Hung de PopMatters estaba menos impresionado con el álbum, alabando canciones "Be Calm" y "The Gambler", pero criticando la letra y la producción de los primeros temas del disco. Hung concluyó que si bien "Aim and Ignite es "bastante original, por decir lo menos", la cual "no llegó a la altura de The Format, banda anterior de Ruess". Popdose's Ken Shane llamó el álbum "interesante y poco común de escuchar". Shane aplaudió canciones del álbum y dijo que "muchas de las canciones son muy buenos", pero él se opuso a la producción "tranquila", deseoso de escuchar la banda "de una forma más despojada. Terminó su revisión con:" tengo un problema similar con Dr. Dog, una banda que fue recomendado a mí por un número de personas. Creo que gran parte de su obra grabada es demasiado mimado, pero cuando los vi en vivo y su sonido era más desnudé por necesidad, haciendo hincapié en su poderosa composición de canciones, pensé que eran una maravilla. Tal vez el mismo destino que me espera con Fun."
El álbum alcanzó el número 26 en el top 50 álbumes de Sputnikmusic de 2009.

## Lista de canciones
Todas las canciones fueron escritas por Nate Ruess, Andrew Dost, Jack Antonoff y Sam Means excepto las indicadas.
1. "Be Calm" – 4:10
2. "Benson Hedges" – 4:00
3. "All the Pretty Girls" – 3:23
4. "I Wanna Be the One" – 3:36
5. "At Least I'm Not as Sad (As I Used to Be)" – 4:07
6. "Light a Roman Candle With Me" – 3:05
7. "Walking the Dog" – 3:40
8. "Barlights" – 4:17
9. "The Gambler" – 4:11
10. "Take Your Time (Coming Home)" – 7:51

iTunes Bonus tracks:
1. "Stitch Me Up" (Ruess/Dost/Antonoff)– 4:05
2. "Walking the Dog II" – 4:31
3. "Take Your Time (Acoustic)" – 3:57
4. "Walking the Dog (RAC Mix)" – 4:30
5. "All the Pretty Girls (RAC Mix)" – 4:25

## Músicos
Fun.
- Jack Antonoff: coro, guitarra, bajo, percusión
- Andrew Dost: guitarra, piano, theremin, percusión, teclado, flugelhorn, trompeta, sintetizador, glockenspiel, coro
- Nate Ruess: Vocalista, coro

Músicos adicionales
- Jason Thor - trombón en 4, 6, 8
- Double G - saxofones en 5, 8
- Lara Wickes - oboe en 4
- Phil Parlapiano - acordeón en 1
- Mike Whitson - viola en 5, 6, 9
- Ina Whitson - violín en 5, 6, 9
- Timothy Loo - chelo en 5, 6, 9
- Vanessa Freebairn-Smith - chelo en 1, 2, 4, 6
- Neel Hammond - violín y viola en 1, 2, 3, 4, 5, 6, 9
- John O'Reilly - tambores en todas excepto 7, 9
- Steven McDonald - bajo en todas excepto 2, 9
- Roger Joseph Manning, Jr. - órgano en 1
- Christopher Bautista - trompeta en 1, 8
- Connie Corn - voces en 2, 8, 10
- Karen Mills - voces en 2, 8, 10
- Ida Relhm - voces en 2, 8, 10
- Anna Waronker - voces en 1, 5
- Rachel Antonoff - voces en 1, 4, 5
- Steve McDonald - voces en 4, 10